# ریکاردو کوچولا
ریکاردو کوچولا (ایتالیایی: Riccardo Cucciolla؛ ‏ ۵ سپتامبر ۱۹۲۴ – ۱۷ سپتامبر ۱۹۹۹) بازیگر اهل ایتالیا بود.
از فیلم‌هایی که وی در آن‌ها نقش داشته است، می‌توان به بازپرسی به پایان رسید، فراموش کنید، مرد هوسران، برادر الهی ما، آخرین روز مدرسه پیش از کریسمس، انقلاب جنسی و میهمان اشاره نمود.

## جوایز
- جایزه بهترین بازیگر مرد جشنواره فیلم کن (۱۹۷۱)
- جایزه انجمن ملی فیلم ایتالیا بهترین بازیگر مرد (۱۹۷۱)